# هوارد براون
هوارد براون هو عازف بيانو كندي، ولد في 24 يوليو 1920، وتوفي في 2001.

## وصلات خارجية
- هوارد براون على موقع ميوزك برينز (الإنجليزية)